# 路易·肖韋爾
路易·肖韋爾（Louis Chauvel），1967年生於法國巴黎， 巴黎政治學院和盧森堡大學社會學教授、歐洲社會學協會秘書長，法國大學研究院（Institut universitaire de France/IUF）成員，法國國家科學研究中心（CNRS）社會變遷研究中心（Observatoire sociologique du changement/OSC）研究員。專長在社會變遷，中產階級，代際等問題的研究。其最近的新著，“失敗的中產階級”（Les classes moyennes à la dérive）在法國引起重大的迴響。他的另一本重要著作“世代的命運：廿世紀法國的社會結構與世代群集”（Le Destin des générations. Structure sociale et cohortes en France au XXe siècle）亦已成為當今法國學界對於代間不平等的研究典範。他以長期的視角研究社會變遷，率先開啟了對於新興國家（主要是中國，以及其他東方社會）的研究項目。其學術專長包括：不平等的經濟學分析、代際結構之比較研究、社會結構和政治變化的社會學研究。迄今已經發表了相關論文50篇。路易·肖韋爾獲得國立統計與經濟管理學院（École nationale de la statistique et de l'administration économique/ENSAE）統計學和經濟學學士學位、高等師範學校 (巴黎)和社會科學高等學院的聯合碩士學位、里爾第一大學（Université Lille1）的社會學博士學位，並於2003年取得巴黎政治學院正教授及博士生導師資格。

## 研究領域
路易·肖韋爾目前主要的研究方向集中在以下兩個領域：

一、世代不平等：他分析了當代法國社會由於學位擴張所造成的世代間階級解組的風險，特別是出生於1950-1955年之間的世代，更直接面臨了世代間的階級落差所產生的不平等問題：學位的投資報酬降低、購買力衰退、世代之間的不平等增加、政治參與的減少...等。
二、社會階級：主要在於探討所得金字塔的型構變遷、大眾階級（下層階級）自1985年來的增生及其特殊性，以及當今法國中產階級所面臨的的階級解組以及階級構成的不穩定化。

除了學術研究之外，他也積極地參與社會運動。他對於2006年法國政府所提出的初次雇用合約（Contrat première embauche/CPE）的建言，以及於2007年法國總統大選時對於年輕世代面臨的不平等問題以及中產階級的解組的問題的建言與介入，繼承並轉化了自法國1968年五月學運（或稱五月風暴）所繼承而來的批判視野。

## 著作
- 《世代的命運：廿世紀法國的社會結構與世代群集》（Le Destin des générations. Structure sociale et cohortes en France au XXe siècle），巴黎，PUF，2002。(ISBN 2130527108)

- 《失敗的中產階級》（Les Classes moyennes à la dérive），巴黎，Seuil，2006。(ISBN 2020892448)

## 外部連結
- 個人網址（法文）Louis Chauvel, sociologue （页面存档备份，存于）